# 脳科学弁護士 海堂梓 ダウト
『脳科学弁護士 海堂梓 ダウト』（のうかがくべんごし かいどうあずさ ダウト）は、2021年4月12日にテレビ東京系「月曜プレミア8」で放送されたテレビドラマ。主演はテレビ東京系ドラマ初主演となる松下奈緒。
「裁判は勝った方が真実」が口癖である大学特任准教授の肩書を持つ女性弁護士と「真実を追求し、正当な判決を受けさせるべき」と主張する新人弁護士という相反する性格の持ち主同士が対立しながらも事件の謎を解明していく過程を描くサスペンスドラマ。

## キャスト
海堂梓
演 - 松下奈緒
弁護士で、大学の研究室で脳の記憶を研究する特任准教授の肩書も持つ。「裁判は勝った方が真実」が口癖。
斎田誠
演 - 佐藤隆太
海堂のアシスタントを務める新人弁護士。「真実を追求し、正当な判決を受けさせるべき」と主張する熱血漢。
冬川沙也加
演 - 中山美穂
彫刻家の夫を持つ“稀代の悪女”と称される女性。結婚相手が立て続けに謎の死を遂げたことで容疑がかけられている。
鹿島憲太郎
演 - 奥田瑛二
海堂と斎田が所属する「真実一路法律事務所」の所長。
大山敦美
演 - 村川絵梨
谷崎隼人
演 - 波岡一喜
菊池雅夫
演 - 小市慢太郎
卜部透
演 - 高橋洋
矢野くる実
演 - 泉川実穂
冬川忠司
演 - 平原テツ
冬川楓
演 - 新井美羽
冬川秋穂
演 ‐ 篠原真衣
吉岡公介
演 ‐ 竹井亮介
倉橋智彦
演 ‐ 篠原さとし
馬場俊平
演 - 小久保寿人
北条蓮
演 - 黒羽麻璃央
清水典行
演 - 福山翔大
白間絵里
演 - 大幡しえり
近藤慎也
演 - 野中隆光
ムラマツ
演 - 井上裕介（NON STYLE）
ムラマツの友人（※スチール出演のみ）
演 - 藤村直樹
関根将太
演 - 芹澤興人
斎田由里
演 - 安藤聖
斎田康弘
演 - 野村信次
斎田文恵
演 ‐ ふくまつみ
丸永洋子
演 - 円城寺あや

## スタッフ
- 演出 - 青山貴洋
- 脚本 - 本田隆朗
- 音楽 - 遠藤浩二
- 認知脳医学監修 - 檀一平太、新岡陽光
- 法律監修 - 飯田豊浩（涼和綜合法律事務所）、安藤尚徳（東京フィールド法律事務所）
- 警察監修 - 石坂隆昌
- 医療監修 - 上村公一（東京医科歯科大学）
- 精神科監修 - 越智啓太
- 彫刻監修 - 廣川政和
- 絵画提供 - 中瀬萌
- スタントコーディネーター - 藤田けん（ワーサル）
- 技術協力 - TBSアクト
- 美術協力 - BEENS
- チーフプロデューサー - 中川順平（テレビ東京）
- プロデューサー - 浅野太（テレビ東京）、加藤章一、松本桂子
- 製作 - テレビ東京、BSテレ東、スパークル